# Naranga
Naranga là một chi bướm đêm thuộc họ Erebidae.